# И
La И, minuscolo и, chiamata i, è una lettera ll'alfabeto cirillico. All'apparenza sembra un'immagine allo specchio della lettera maiuscola latina N, ed è derivata dalla lettera greca Eta (Η, η), pronunciata /ɛː/ in greco antico ma /i/ in greco moderno. In corsivo minuscolo appare come una u italiana (и).
Nell'antico alfabeto cirillico, c'era una lieve distinzione tra la lettera и (iže) ed і (i), derivate dalle lettere greche η (eta) ed ι (iota). Entrambe rimasero nel repertorio alfabetico poiché rappresentavano numeri differenti nel sistema numerale cirillico, 10 ed 8, e venivano spesso chiamate i ottale e i decimale.
È la decima lettera della versione russa dell'alfabeto cirillico, ed in russo, bulgaro, serbo e macedone rappresenta la vocale non iotizzata IPA /i/, come la I italiana. Nonostante non sia una vocale iotizzata e non sia una palatalizzante, come le altre vocali deboli russe (е, ё, ю e я), viene considerata la controparte debole di Ы, pronunciata /ɨ/. In ucraino ed in bielorusso, il suono /i/ viene rappresentato dalla lettera І, chiamata anche i ucraina.
È l'undicesima lettera della versione ucraina dell'alfabeto cirillico e in ucraino rappresenta la vocale aperta /ɪ/.
Il bielorusso ha fatto completamente a meno della И.
Con un accento breve sopra di essa, forma la lettera Й, chiamata in russo и краткое (i kratkoe, cioè i breve) e йот (jot) o ий (yj) in ucraino.
Viene traslitterata dal russo con i, e dall'ucraino con y.
| Lettera cirillica | Pronuncia IPA | Trascrizione scientifica | Trascrizione inglese | Trascrizione tedesca | Trascrizione francese |
| ----------------- | ------------- | ------------------------ | -------------------- | -------------------- | --------------------- |
| И (russo)         | /i/           | i                        | i                    | i                    | i                     |
| И (ucraino)       | /ɪ/           | y                        | y                    | y                    | y                     |

 И